# Pont Runyang
Le Pont Runyang (chinois simplifié : 润扬长江大桥 ; chinois traditionnel : 潤揚長江大橋 ; pinyin : Rùnyáng Chángjiāng Dàqiáo ; litt. « Pont de Runyang sur le Yangtsé ») est un grand viaduc qui enjambe le fleuve Yangtze dans la province de Jiangsu en République populaire de Chine. Le complexe consiste en deux grands ponts qui relient Zhenjiang sur la rive sud avec Yangzhou sur la rive nord. Le viaduc mesure 7 210 m et fait partie de la voie express Pékin-Shanghai.

## Le pont sud
Le pont sud est un pont suspendu avec une travée principale de 1 490 mètres. Après son achèvement en 2005, il est devenu le quatrième plus long pont suspendu au monde et le plus grand en Chine. Avec l'ouverture du pont de Xihoumen en 2007, il est devenu le pont avec la deuxième plus grande portée en Chine, et la quatrième plus longue au niveau mondial.
Les tours ont une hauteur de 215 mètres au-dessus du niveau de l'eau. Les deux travées d'approche ne sont pas suspendues. La travée principale du pont est constituée d'une poutre caisson en acier orthotrope simplifié qui est de haute de 3 mètres. Le pont est large de 39,2 mètres et supporte six voies de circulation. Une passerelle étroite située de part et d'autre de l’ouvrage permet par ailleurs d’effectuer la maintenance. Le gabarit de navigation, hauteur libre permettant le passage des bateaux, est d'environ 50 mètres.

## Le pont nord
Le pont nord, est un pont à haubans dont la travée principale a une portée de 406 mètres, supportée par des tours d’une hauteur de 150 mètres au-dessus du niveau d'eau. Entre les deux ponts se trouve l'île de Siyezhou. La longueur totale du complexe de ponts est d'environ 35,66 kilomètres.

## Travaux et coûts
La construction du complexe de ponts a débuté en octobre 2000 et s'est achevé plus tôt que prévu. Le pont a coûté 5,8 milliards de yuans. Le complexe a été ouvert à la circulation le 30 avril 2005.

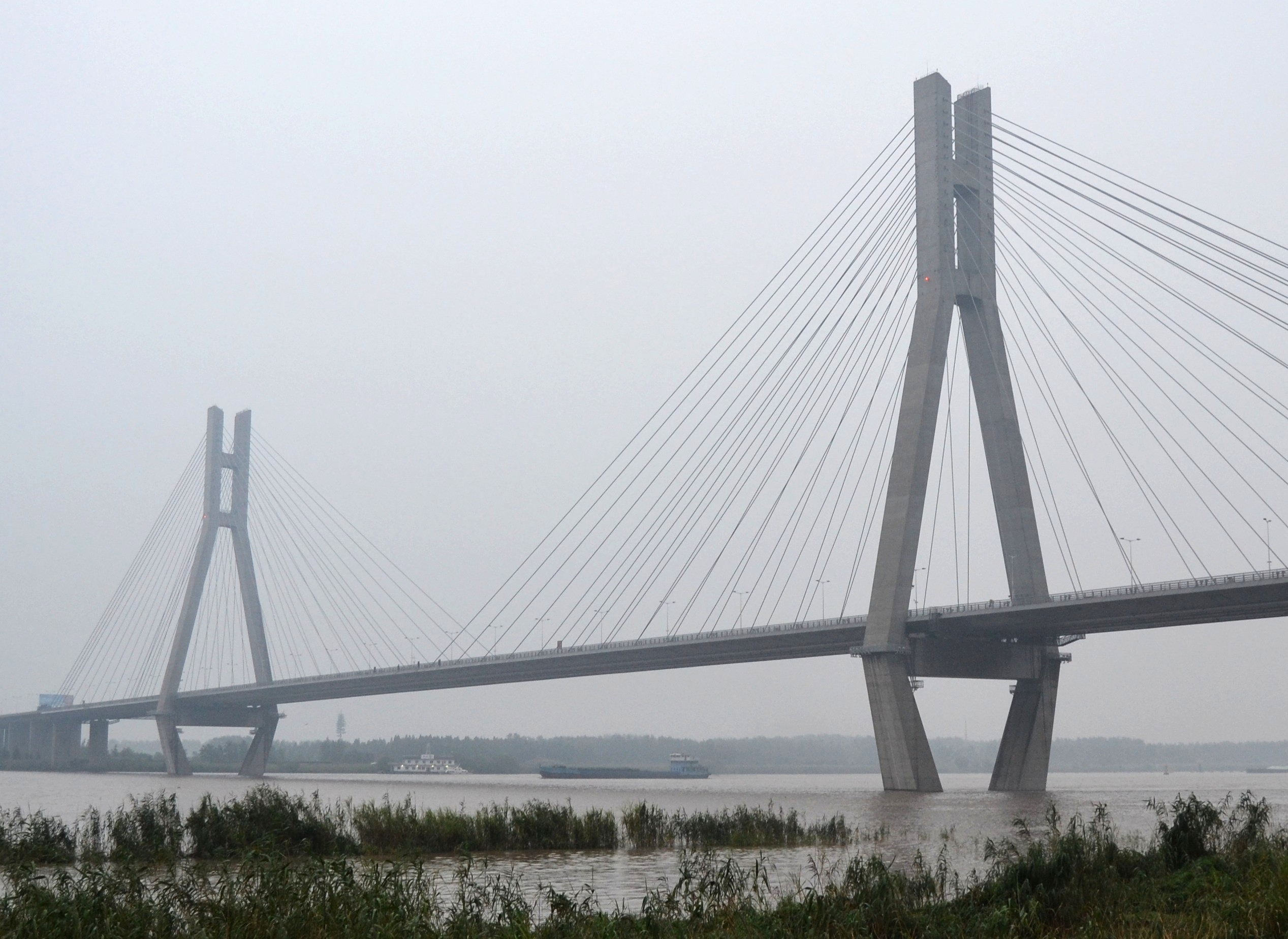
Pont nord
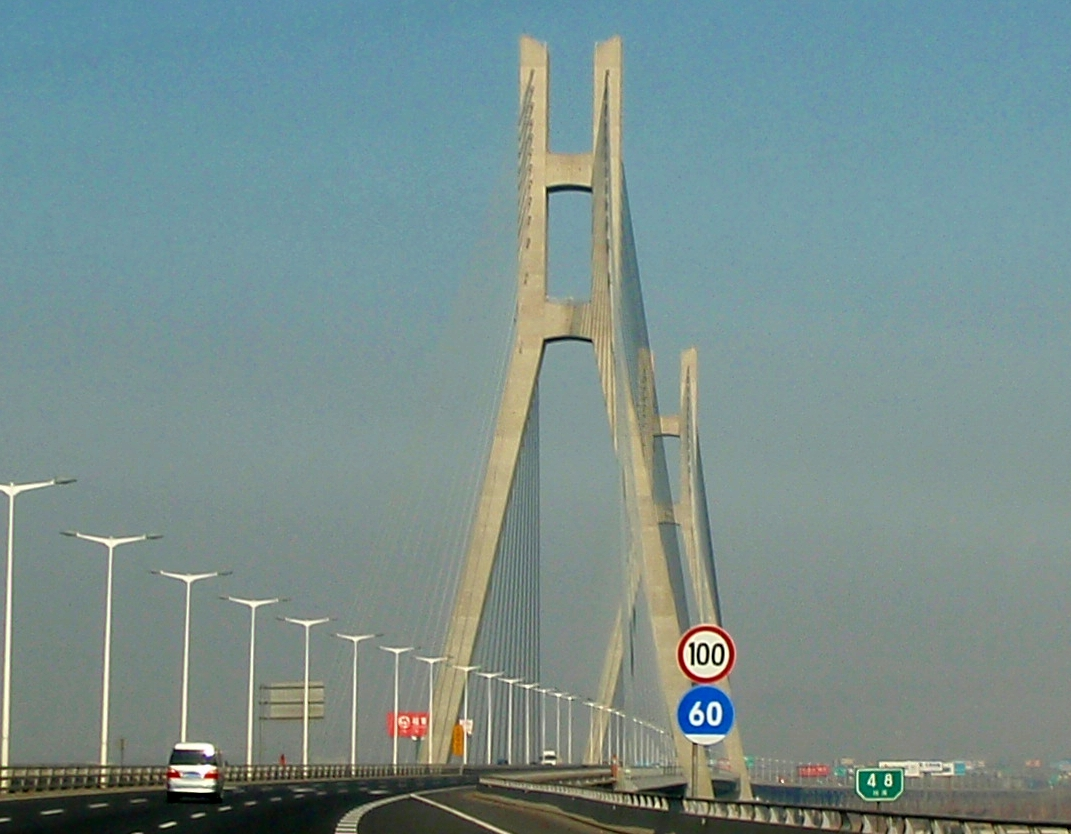
Pont nord
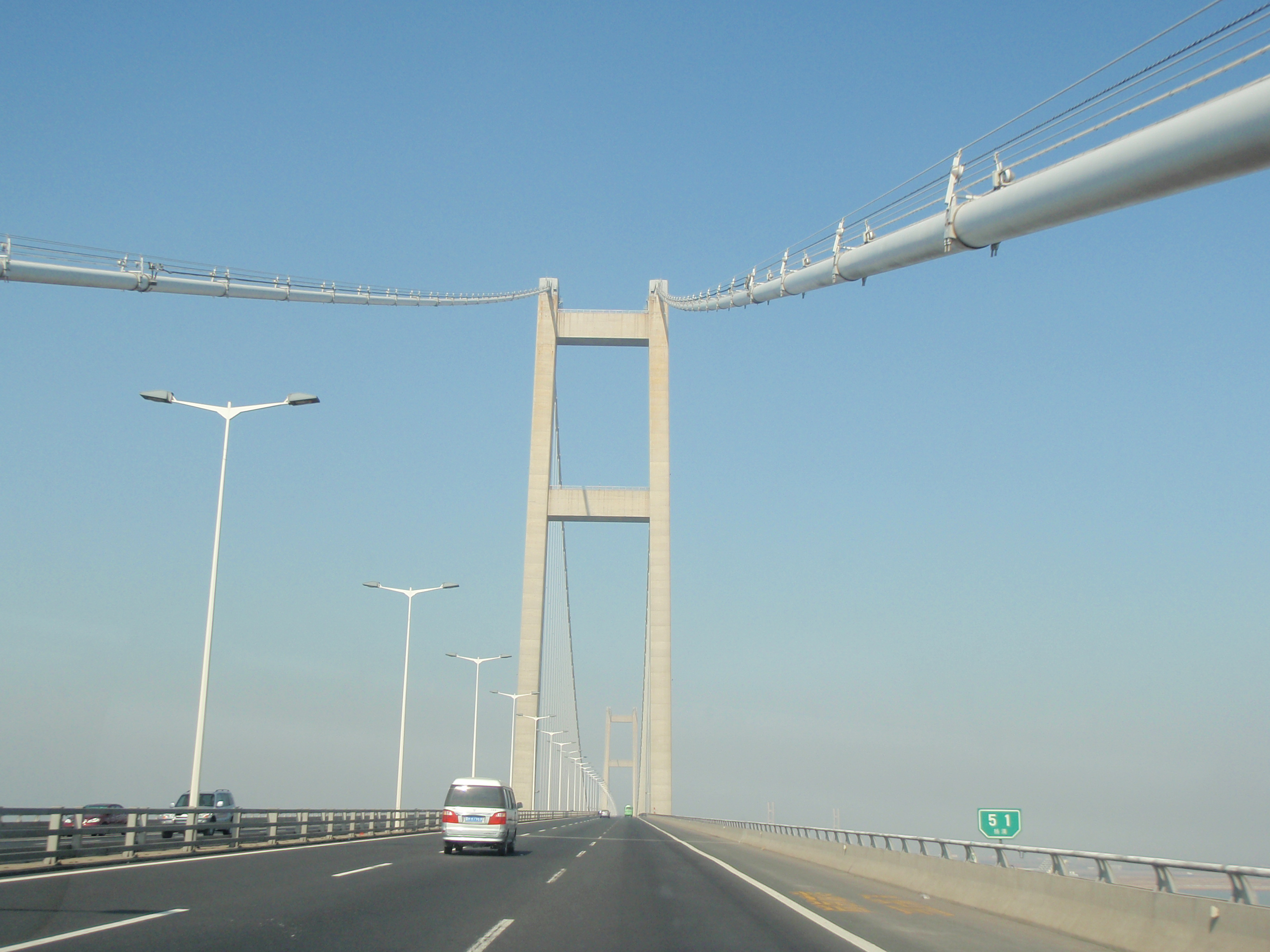
Pont sud